# Фумио Кишида
Фумио Кишида (на японски: 岸田 文雄) е японски политик, депутат представящт първи избирателен окръг в Хирошима , бивш председател на Либерално-демократическата партия на Япония от 29 септември 2021г. до 1 октомври 2024г. и бивш министър-председател на Япония от 4 октомври 2021г. до 1 октомври 2024г.Бивш министър на външните работи на Япония от 26 декември 2012 до 3 август 2017 г. 

## Биография
Кишида е роден в Токио на 29 юли 1957 г. в семейство на потомствени политици. Баща му Фумитаке Кишида е бил държавен служител в японското министерство на икономиката, търговията и промишлеността и директор на Агенцията за малки и средни предприятия. Тъй като семейство му е от Хирошима, то се връща в там всяко лято. Много членове на семейството му загиват в резултат на атомната бомбардировка над Хирошима, а Фумио израства повлиян от историите на оцелели роднини за атомната бомбардировка. Шестият кмет на Хирошима – Каничи Ода (от май до юли 1909 г.) е негов прапрадядо. Баща му Фумитаке Кишида и дядо му Масаки Кишида са политици, които са членове на долната камара на парламента. Японският политик Йоичи Миядзава е негов братовчед, който е бивш губернатор на префектура Хирошима от 1973 до 1981 г. и министър на правосъдието от 1995 до 1996 г. Хироши Миядзава, както и бившият министър-председател на Япония Киичи Миядзава са негови далечни роднини.
Фумио Кишида учи в начално училище в квартал Куинс в Ню Йорк, тъй като баща му работи в САЩ по това време. Завършва гимназия Кайсе, където играе в бейзболния отбор. По-късно учи право в университета Васеда и се дипломира през 1982 г. Там той е приятел с японския политик Такеши Ивай.

## Политическа кариера
След като работи за вече несъществуващата Японска банка за дългосрочно кредитиране и след това като секретар на член на Камарата на представителите, Фумио Кишида е избран за първи път в Камарата на представителите през юли 1993 г. от Либерално-демократическата партия, представляваща 1-ви окръг на Хирошима.
Кишида е бил министър по въпросите на Окинава и Северните територии (Курилските острови) от 2007 до 2008 г., първо в кабинета на Шиндзо Абе, а след това и в този на Ясуо Фукуда. Назначен е за държавен министър по въпросите на потребителите и безопасността на храните в кабинета на тогавашния министър-председател Ясуо Фукуда през 2008 г. Кишида е държавен министър за политиката в областта на науката и технологиите, качеството на живот и реформата на общественото право в кабинета на Ясуо Фукуда.

### Правителство на Абе
Кишида е назначен за министър на външните работи в кабинета на министър-председателя Шиндзо Абе на 26 декември 2012 г. Кишида е най-дълго управлявалият министър на външните работи на Япония в целия следвоенен период. На 3 август 2017 г., след значително разклащане на кабинета, Абе напуска поста министър на външните работи и оглавява политическия съвет на Либерално-демократическата партия. На 29 септември 2021 г. Кишида е избран за председател на Либерално-демократическата партия на Япония.